# Парафилия
Парафилия (от гръцки: para [παρά] – с отклонение и -philia [φιλία] – приятелство, означаващо любов; още: девиация, парапатия, парерозия, сексуална парастезия, перверзитет) е биомедицински термин, използван в психиатрията, сексологията и психологията, за да означи сексуалната възбуда, фантазии и поведение, постигани чрез и включващи основно неадекватни обекти, ситуации или индивиди. Хората с парафилни сексуални влечения разчитат изключително на тези неадекватни обекти, за да постигат сексуална възбуда и удовлетворение. В кръга на неадекватните сексуални обекти Американската психиатрична асоциация (АПА) включва: обекти, различни от човека, напр. предмети или животни; упражняването на практики, предизвикващи страдание (нараняване) или унижение върху себе си или върху партньора; деца в предпубертетна възраст или друг вид партньори, които участват в сексуалното общуване против своята воля.
Терминът е въведен през 20-те години на XX век от австрийския лекар фройдист Вилхелм Щекел.
Петата ревизия на Диагностичния и статистически наръчник на психичните разстройства на АПА (ДСН-5) въвежда разграничение между парафилиите и парафилните разстройства, където първите са атипични сексуални практики, които не представляват диагноза на психично разстройство сами по себе си, а вторите или включват дистрес, или функционално разстройство, или парафилията в същността си ангажира друго лице, което не участва в сексуалния акт по своя воля и бива употребено за удовлетворяване на парафилията на практика, а не само във фантазиите на пациента.

## Етимология
Терминът „парафилия“ (paraphilie) е въведен от Фридрих Саломон Краус през 1903 г. През 20-те години на XX век той започва да се използва редовно и от австрийския лекар и психоаналитик Вилхелм Щекел. Терминът идва от гръцката дума παρά (пара), което означава „друг“ или „извън“, и φιλία (-philia), което означава „любящ“. Той е популяризиран от Джон Мъни през 80-те години на XX век като неутрално обозначение за необичайни сексуални интереси. За първи път е включен в Диагностичния и статистически наръчник на психичните разстройства (ДСН) през 1980 г.

## Определение
През XXI век липсва широк научен консенсус относно ясните граници между понятията „неконвенционални сексуални интереси“, кинк, фетиши и парафилии. Поради липсата на ясно разграничение тези термини често се употребяват свободно и взаимозаменяемо, особено в ежедневната реч.

### История на парафилската терминология
За описание на нетипични сексуални интереси се използват множество термини. Има дебат относно техническата точност и възприемането на стигмата. Джон Мъни описва парафилията като „сексуално еротично разкрасяване или алтернатива на официалната идеологическа норма". Американският психиатър Глен Габард пише, че въпреки усилията на Вилхелм Щекел и Джон Мъни, „терминът „парафилия“ остава пейоративен в повечето случаи“.
В края на XIX век психолозите и психиатрите започват да класифицират различни парафилии, стремейски се към  по-описателна система от правните и религиозните конструкции на содомията или на перверзията. През 1914 г. Алберт Ойленбург отбелязва общото между парафилиите, използвайки терминологията на своето време, като пише: „Всички форми на сексуална перверзия... имат едно общо нещо: корените им стигат надолу в матрицата на естествения и нормален сексуален живот; там те някак си са тясно свързани с чувствата и изразите на нашия физиологичен еротизъм. Те са... хиперболични интензификации, изкривявания, чудовищни плодове на определени частични и вторични изрази на този еротизъм, който се счита за „нормален“ или поне в границите на здравословното сексуално усещане“.
Преди въвеждането на термина „парафилия“ в ДСН-III (1980 г.), терминът „сексуално отклонение“ се използва за означаване на парафилии в първите две издания на наръчника. През 1981 г. статия, публикувана в American Journal of Psychiatry, описва парафилията като „повтарящи се, интензивни сексуално възбуждащи фантазии, сексуални нагони или поведение", включващи като цяло следното:  неодушевени обекти, страдание или унижение на себе си или на партньора, предпубертетни деца, несъгласни лица.

### Дефиниция на обичайни спрямо необичайни интереси
Клиничната литература описва множество парафилии, но само част то тях са включени като отделни записи в диагностичните таксономии на Американската психиатрична асоциация или Световната здравна организация. Съществува дебат относно това сексуални интереси следва да бъдат класифицирани като парафилни разстройства и кои могат да се разглеждат като нормални варианти на сексуален интерес. DSM-IV-TR също така признава, че диагнозата и класификацията на парафилиите между културите или религиите „е усложнена от факта, че това, което се счита за девиантно в една културна среда, може да бъде по-приемливо в друга среда“. Някои изтъкват значението на културния релативизъм при обсъждането на парафилиите, подчертавайки съществуващите различия в разбирането за сексуална приемливост в различните култури. Дейностите за възрастни по взаимно съгласие и секс иднустрията за  възрастни, включващи сексуални ролеви игри, нови, повърхностни или тривиални аспекти на сексуалния фетишизъм, или включващи използването на секс играчки, не са непременно парафилни.

### Критика на общоприетите определения
Съществува научен и политически дебат относно нуждата от продължаващо включване на свързаните с пола диагнози, като парафилиите, в Диагностичния и статистически наръчник на психичните разстройства (ДСН). Основният аргумент срещу това се базира на стигмата, породена от класифицирането им като психично разстройство. Определени групи, които се стремят към по-добро разбиране и приемане на сексуалното разнообразие, лобират за промени в правния и медицински статут на нетрадиционните сексуални интереси и практики. Американският психиатър и застъпник за правата на сексуалните малцинства Чарлз Алън Мозер подкрепя премахването на подобни диагнози от медицинските наръчници. Американско-канадският сексолог Рей Бланчард отбелязва, че дефиницията на парафилията в ДСН е съставена чрез изброяване на различни парафилии (т. нар. конкатенация). Той предлага алтернативен метод – дефиниране чрез изключване, където парафилиите се дефинират като всичко извън рамките на нормофилното.

### Включване и последващо изключване на хомосексуалността
Хомосексуалността, която днес е широко приета като вариант на човешката сексуалност, в миналото е била разглеждана като сексуално отклонение. Зигмунд Фройд и последвалите психоаналитични мислители са вярвали, че хомосексуалността и парафилиите произтичат от психосексуални ненормативни отношения с Едиповия комплекс, въпреки че не е в предшестващата версия на „Три есета по теория на сексуалността“, където парафилиите се считат за произтичащи от оригиналната полиморфна перверзност. Като такъв, терминът „сексуална перверзия“ или епитетът „перверзник“ исторически се е отнасял за гей мъже, както и за други нехетеросексуални индивиди, които попадат извън възприеманите норми за сексуална ориентация.
Към средата на XX век специалистите по психично здраве започват да систематизират класификациите на „девиантната сексуалност“ в категории. Първоначално хомосексуалността е кодирана като 000-x63 и заема челно място в класификационния списък (код 302.0). Въпреки това през 1973 г. Американската психиатрична асоциация премахва хомосексуалността от Диагностичния и статистически наръчник на психичните разстройства (ДСН). Както отбелязва Мартин Кафка, сексуални разстройства, които някога са се считали за парафилии (като хомосексуалността), днес се разглеждат като варианти на нормалната сексуалност.
Проучване на литературата от 2012 г. на клиничния психолог Джеймс Кантор при сравняване на хомосексуалността с парафилиите установява, че и двете споделят „характеристиките на началото и протичането (както хомосексуалността, така и парафилията са през целия живот), но изглежда се различават по отношение на съотношението на половете, братския ред на раждане, доминиращата ръка, коефициента на интелигентност и когнитивния профил и невроанатомия.“ След това изследването заключава, че данните изглежда предполагат парафилии и хомосексуалност като две отделни категории, но смятат заключението за „доста колебливо“ предвид текущото ограничено разбиране на парафилиите.

## Характеристики
Парафилиите обикновено се проявяват в късното юношество или в ранната зряла възраст. Хората с парафилии често ги възприемат като неразделна част от своята същност, въпреки че осъзнават, че техните сексуални фантазии са извън общоприетите норми и би могло да се опитват да ги прикрият. Парафилните интереси обикновено не са ограничени само до една форма, като някои хора могат да проявяват повече от една парафилия. Някои хора с парафилия може да търсят професии и занимания, които да увеличат достъпа им до обекти на техните сексуални фантазии (напр. воайори, работещи в имоти под наем, за да надничат при другите, или педофили, работещи с бойскаути).
Изследванията показват, че някои парафилии, като воайорството и садомазохизмът, са свързани с по-голям брой сексуални партньори през живота. Това противоречи на теориите, че парафилиите са свързани с разстройствата на ухажването и със задържаното социално развитие. Научната литература включва някои проучвания на отделни случаи на много редки и идиосинкратични парафилии, като юноша със силен фетишистки интерес към ауспусите на колите, млад мъж с подобен интерес към конкретен тип кола и мъж с интерес към кихането (както собственото си, така и кихането на другите).

### Причини и корелации
Причините за парафилиите при хората са неясни, но някои изследвания сочат възможна пренатална корелация на неврологичното развитие. Проучване от 2008 г., анализиращо сексуалните фантазии на 200 хетеросексуални мъже с помощта на теста за сексуални фантазии на Уилсон (Wilson Sex Fantasy Questionnaire), установява, че мъжете с подчертан фетишистки интерес имат по-голям брой по-големи братя, високо съотношение 2D:4D цифри (което би означавало прекомерна пренатална експозиция на естроген) и повишена вероятност да бъдат левичари, което предполага, че нарушената латерализация на мозъчните полукълба би могла да играе роля в парафилните привличания. Поведенческите обяснения предполагат, че парафилиите са обусловени в началото на живота, по време на преживяване, което свързва парафилния стимул с интензивна сексуална възбуда. Американската психиатърка Сюзан Нолън-Хьоксема предполага, че веднъж установени, мастурбационните фантазии за стимула подсилват и разширяват парафилната възбуда.

## Разпространение
Въпреки че се смята, че парафилните интереси в общото население са рядкост, изследванията показват, че фантазиите и поведението, свързани с воайорството, садомазохизма и ексхибиционизма на двойки, не са статистически необичайни сред възрастните. В проучване, проведено в популация от мъже, 62% от участниците съобщават за поне един парафилски интерес. В друга извадка от студенти воайорството е докладвано при 52% от мъжете. ДСН-5 изчислява, че 2,2% от мъжете и 1,3% от жените в Австралия са участвали в робство и дисциплина, садомазохизъм или доминиране и подчинение през последните 12 месеца. Разпространението на разстройството на сексуалния мазохизъм в популацията не е известно.

### Сред жените
Парафилиите рядко се наблюдават при жени; обаче има някои проучвания върху жените с парафилии. Мъжете и жените се различават по отношение на съдържанието на своите сексуални фантазии, като първите съобщават за по-големи пропорции на фетишизъм, ексхибиционизъм и садизъм, докато вторите съобщават за по-големи пропорции на мазохизъм. Установено е, че сексуалният мазохизъм е най-често наблюдаваната парафилия при жените, с приблизително 1 на 20 случая.

## В древните култури
Парафилните фантазии и поведение са регистрирани в множество стари и древни източници. Воайорството, зоофилията и ексхибиционизмът са описани в Библията. Сексуалните отношения с животни също са изобразявани в пещерни рисунки. Някои древни наръчници за секс като Кама Сутра (450 г.), Кока Шастра (1150 г.) и Ананга Ранга (1500 г.) обсъждат ухапването, следите, оставени след секс и любовните удари. Въпреки че доказателствата сочат, че парафилното поведение е съществувало преди Ренесанса, трудно е да се установи колко често е било то и колко хора са имали постоянни парафилни фантазии в древни времена.
Зоофилията е изобразявана многократно в древногръцката митология, въпреки че самият акт обикновено включва божество в зооморфна форма, като например Зевс, съблазняващ Европа, Леда и Персефона като бик, лебед и змия. Зевс също е изобразяван под формата на орел, отвличащ Ганимед – акт, който намеква както за зоофилия, така и за хомосексуалност. Някои фрагменти от хетските закони включват забрани и разрешения за извършване на конкретни актове на зоофилия.
Хавелок Елис сочи пример за сексуален мазохизъм през XV век. Докладът, написан от Джовани Пико дела Мирандола, описва мъж, който може да бъде възбуден само чрез побой с камшик, потопен в оцет. Вилхелм Щекел също отбелязва, че Жан-Жак Русо също обсъжда собствения си мазохизъм в своите „Изповеди“. Други подобни случаи на постоянни парафилни фантазии са докладвани между 1516 и 1643 г. от християнския поет Целий Седулий, венецианския писател Целий Родигин, Брундел и поета Хайнрих Майбом.

## Диагностичен и статистически наръчник за психичните разстройства (ДСН)
Петото издание на Диагностичния и статистически наръчник за психични разстройства, редактирано от Американската психиатрична асоциация през 2013 г., въвежда важна промяна в темата, хвърляйки светлина върху това, което се определя като извращения, дължащи се на мозъчни дегенерации. Днес текущата класификация на петото издание на ДСН разграничава парафилиите от парафилните разстройства. Оттук нататък всички онези нетипични сексуални поведения, за които субектът изпитва силно и постоянно еротично-сексуално възбуда, се считат за парафилии. Това еротично състояние се преживява в перфектна егосинтония. Когато парафилното поведение се превърне във форма на пристрастяване и субектът изпитва известен междуличностен дискомфорт (егодистония), тогава е полезно да се въведе понятието „парафилно разстройство“. Следователно парафилното разстройство е парафилия, но субектът, в допълнение към интензивния и постоянен сексуален интерес към конкретни еротично-сексуални дейности, преживява парафилното преживяване и чувства с дискомфорт, дотолкова че да причини вреда на себе си и/или на другите.

### Класификация на парафилиите
Парафилиите могат да се класифицират според „действието“, което заместват, или „обекта“, към който са насочени. Друго подразделение засяга стимулираното сетиво.
- В акта е налице замяна на съвкуплението или половото действие, с практики от друг вид.
- В обектната част има заместване на нормативния обект или изместване на целта:
  - нормативният обект се конституира от сексуалния партньор (хетеросексуален или хомосексуален).
  - целта е представена от постигането на сексуално удоволствие (оргазъм).
- Сетивните канали, включени в парафилиите, са[61]:
  - визуален канал: сексуалната възбуда се търси в показването на тялото или части от него (ексхибиционизъм), в наблюдението на други субекти, участващи в сексуални дейности (воайорство, миксоскопия) или на физиологични телесни функции (копрофилия, уролания);
  - акустичен/вербален канал: възбудата се получава чрез практикуване на неприличен език, слушане или произнасяне на груби или вулгарни думи, свързани със сексуалността (телефонна скатология, копролалия, порнолалия, миксакузис);
  - обонятелен канал: съществуват неврофизиологични връзки между вомероназалния орган и определени области на мозъка, като лимбичната (емоционална) система и BNST ядрото (ядрото на stria terminalis); сексуалната възбуда се дава от възприемането на миризми, дори неприятни, като урина, изпражнения, флатуленция (флатулофилия), пот (оспресиофилия), и  това може да бъде свързано с феромоните, екскретирани с тези вещества;
  - вкусов канал: сексуалната възбуда се постига чрез поглъщане/напояване на телесни екскрети (копрофагия, сперматофагия, уриниране);
  - тактилен канал: сексуалното удоволствие се доставя от практикуването на необичайни телесни дейности: запълване (проникване с предмети), перкософилия, пляскане (насилствено пляскане), клизмофилия (практика на клизма), назофилия, ринолания, уретролания (стимулиране на некласически ерогенни части на тялото, като ноздрите или уретрата).

### Парафилни разстройства
В рамките на ДСН-5 се разглеждат следните парафилни разстройства:
- Воайорско разстройство;
- Ексхибиционистично разстройство;
- Фрот разстройство;
- Разстройство на сексуалния мазохизъм;
- Разстройство на сексуалния садизъм;
- Педофилно разстройство;
- Фетишистко разстройство;
- Разстройство при преобличане;
- Друго уточнено парафилно разстройство: парафилно разстройство, което не отговаря на критериите за нито едно от гореописаните празстройства и които са посочени от клинициста. Примери за такива прояви включват, но не се ограничават до повтаряща се и интензивна сексуална възбуда, която причинява дискомфорт или увреждане във важни области на индивида, в резултат на:
  - телефонна скатология (нецензурни телефонни разговори);
  - некрофилия (трупове);
  - зоофилия (животни);
  - копрофилия (изпражнения);
  - клизмофилия (клизма);
  - уролания (урина);
- неуточнено парафилно разстройство: Ппарафилно разстройство, което не отговаря на критериите за гореописаните разстройства и което има прояви, които не позволяват по-специфична диагноза.[62][63]

### На английски
- American Psychiatric Association. (n.d.). Paraphilic Disorders.
- American Psychiatric Association. (2000). Diagnostic and statistical manual of menthal disorders. (4th edition, text rev.). Washington, DC: American Psychiatric Pub. ISBN 0-89042-665-1
- Gabbard, G. (2007). Gabbard's treatments of psychiatric disorders. Washington, DC: American Psychiatric Pub. ISBN 1-58562-216-8
- Moran, M. (2013). DSM to Distinguish Paraphilias From Paraphilic Disorders. Psychiatric News, 48(9), pp. 10 – 261. DOI:10.1176/appi.pn.2013.5a19
- Stekel, W. (1930). Sexual Aberrations: The Phenomena of Fetishism in Relation to Sex, Disorders of the Instincts And Emotions the Parapathiac Disorders. Whitefish, MT: Kessinger. ISBN 1-4179-3834-X